# ثقابة
ثقابة (الاسم العلمي Teredo)، جنس حيوانات بحرية من الرخويات صفيحيات الخياشيم وفصيلة الغوثريات. أنواعها المعروفة قليلة العدد. اعطانها بحر الشمال. أجسامها دودية. أصدافها صغيرة تلحف القليل من مقدم الجسم. تعيش على الأخشاب العائمة وعلى اخشاب المراكب والصادّات فتثقبها وتسبب الأضرار الجثيمة. وهي التي سببت انهيار الكثير من الأسدة الهولندية عام 1734.